# Fußball-Oberliga Niederrhein 2025/26
Die Saison 2025/26 der Oberliga Niederrhein soll die 70. Spielzeit der Fußball-Oberliga Niederrhein und die vierzehnte als fünfthöchste Spielklasse in Deutschland unter Oberliga-Status werden.

## Teilnehmer
Für die Spielzeit 2025/26 haben sich folgende Vereine sportlich qualifiziert:
- der Absteiger aus der Regionalliga West 2024/25 aus dem Gebiet Niederrhein:
  -  KFC Uerdingen 05 (zog sich während der Regionalliga-Saison zurück)
- die verbliebenen Mannschaften aus der Oberliga Niederrhein 2024/25:
  -  SpVg Schonnebeck
  -  Schwarz-Weiß Essen
  -  SC St. Tönis 11/20
  -  VfB Homberg
  -  VfB 03 Hilden
  -  FC Büderich
  -  SV Sonsbeck
  -  Ratingen 04/19
  -  TSV Meerbusch
  -  SV Biemenhorst
  -  1. FC Monheim
  -  1. FC Kleve
  -  Sportfreunde Baumberg
- die Aufsteiger aus den zwei Staffeln der Landesliga 2024/25:
  - Gruppe 1: 
    -  VfL Jüchen-Garzweiler
    -  Holzheimer SG

  - Gruppe 2: 
    -  SV Blau-Weiß Dingden
    -  Adler Union Frintrop

## Statistiken

### Tabelle
Bei der Berechnung gilt laut Spielordnung des FVN bei Punktgleichheit der direkte Vergleich.
| Pl.                    | Verein                    | Sp. | S | U | N | Tore    | Diff. | Punkte |
| ---------------------- | ------------------------- | --- | - | - | - | ------- | ----- | ------ |
| 1.                     | Adler Union Frintrop (N)  | 1   | 1 | 0 | 0 | 003:100 | +2    | 03     |
| 2.                     | KFC Uerdingen 05 (A)      | 1   | 0 | 1 | 0 | 001:100 | ±0    | 01     |
| 2.                     | Sportfreunde Baumberg     | 1   | 0 | 1 | 0 | 001:100 | ±0    | 01     |
| 4.                     | Schwarz-Weiß Essen        | 0   | 0 | 0 | 0 | 000:000 | ±0    | 0      |
| 4.                     | SC St. Tönis 11/20        | 0   | 0 | 0 | 0 | 000:000 | ±0    | 0      |
| 4.                     | VfB Homberg               | 0   | 0 | 0 | 0 | 000:000 | ±0    | 0      |
| 4.                     | VfB 03 Hilden             | 0   | 0 | 0 | 0 | 000:000 | ±0    | 0      |
| 4.                     | FC Büderich               | 0   | 0 | 0 | 0 | 000:000 | ±0    | 0      |
| 4.                     | SV Sonsbeck               | 0   | 0 | 0 | 0 | 000:000 | ±0    | 0      |
| 4.                     | Ratingen 04/19            | 0   | 0 | 0 | 0 | 000:000 | ±0    | 0      |
| 4.                     | TSV Meerbusch             | 0   | 0 | 0 | 0 | 000:000 | ±0    | 0      |
| 4.                     | SV Biemenhorst            | 0   | 0 | 0 | 0 | 000:000 | ±0    | 0      |
| 4.                     | 1. FC Monheim             | 0   | 0 | 0 | 0 | 000:000 | ±0    | 0      |
| 4.                     | 1. FC Kleve               | 0   | 0 | 0 | 0 | 000:000 | ±0    | 0      |
| 4.                     | VfL Jüchen-Garzweiler (N) | 0   | 0 | 0 | 0 | 000:000 | ±0    | 0      |
| 4.                     | Holzheimer SG (N)         | 0   | 0 | 0 | 0 | 000:000 | ±0    | 0      |
| 17.                    | SV Blau-Weiß Dingden (N)  | 0   | 0 | 0 | 0 | 000:000 | ±0    | 0      |
| 18.                    | SpVg Schonnebeck          | 1   | 0 | 0 | 1 | 001:300 | −2    | 0      |
| Stand: 15. August 2025 |                           |     |   |   |   |         |       |        |

| (A) | Absteiger aus der Regionalliga West 2024/25 |
| (N) | Aufsteiger aus der Landesliga 2024/25       |

## Stadien
| Name                               | Gemeinde            | Verein                         | Kapazität |
| ---------------------------------- | ------------------- | ------------------------------ | --------- |
| Grotenburg-Stadion                 | Krefeld             | KFC Uerdingen 05               | 10.900    |
| Stadion Ratingen                   | Ratingen            | Ratingen 04/19                 | 10.000    |
| Stadion Uhlenkrug                  | Essen               | Schwarz-Weiß Essen             | 9.950     |
| Stadion am Bresserberg             | Kleve               | 1. FC Kleve                    | 6.000     |
| Stadion am Eisenbrand              | Meerbusch           | FC Büderich                    | 6.000     |
| Sportpark am Mumbecker Bach        | Hamminkeln          | SV Blau-Weiß Dingden           | 3.500     |
| Rheinstadion                       | Monheim             | 1. FC Monheim                  | 3.500     |
| PCC-Stadion                        | Duisburg-Homberg    | VfB Homberg                    | 3.000     |
| Bezirkssportanlage Stadionstraße   | Jüchen              | VfL Viktoria Jüchen-Garzweiler | 3.000     |
| Willy-Lemkens-Sportpark            | Sonsbeck            | SV Sonsbeck                    | 2.500     |
| Jahnsportanlage                    | Tönisvorst          | SC St. Tönis 11/20             | 2.500     |
| Sportanlage Hoffeldstraße          | Hilden              | VfB 03 Hilden                  | 2.000     |
| Theodor-Mosterz-Sportanlage        | Meerbusch           | TSV Meerbusch                  | 2.000     |
| Bezirkssportanlage Schetters Busch | Essen-Schonnebeck   | SpVg Schonnebeck               | 1.924     |
| Stadion Sandstraße                 | Monheim             | Sportfreunde Baumberg          | 1.500     |
| Johann-Dahmen-Sportanlage Platz 2  | Neuss               | Holzheimer SG                  | 1.500     |
| Bezirkssportanlage am Wasserturm   | Essen-Frintrop      | DJK Adler Union Frintrop       | 1.500     |
| Sportanlage Birkenallee            | Bocholt-Biemenhorst | SV Biemenhorst                 | 1.500     |